# Карнавал душ
Карнавал душ (англ. Carnival of Souls) — незалежний американський фільм жахів 1962 року. Єдиний повнометражний художній фільм режисера Херка Харві, який також зіграв у ньому одну з ролей.

## Зміст
Все починається з того, що юна Мері Генрі з подружками розбивається на машині. Машина падає в річку, але тіла дівчат так і не вдається знайти. Проте несподівано виявляється, що Мері не мертва або не настільки мертва, як здається. Дівчина закінчує всі свої справи в місті і вирішує виїхати. Вночі Мері направляється в інше містечко і по дорозі вперше зустрічає таємничого чорного чоловіка в костюмі.

## Ролі
| Актор            | Роль             |
| ---------------- | ---------------- |
| Кендес Хіллігосс | Мері Генрі       |
| Френсіс Фейст    | місіс Томас      |
| Сідні Берджер    | Джон Лінден      |
| Арт Еллісон      | священик         |
| Стен Левітт      | доктор Семюелс   |
| Херк Харві       | чоловік (привид) |

## Знімальна група
- Режисер — Херк Харві
- Сценарист — Херк Харві, Джон Кліффорд
- Продюсер — Фріц Ланг, Волтер Уенджер
- Композитор — Джин Мур

## Додаткові факти
- У фільмі немає спецефектів, а неспокійна і тривожна атмосфера створюється в основному за рахунок органної музики Джина Мура.
- Павільйон Солтейр, знятий у фільмі, на початку 1970-х років згорів. Він був перебудований і знову відкритий у 1993 році як концертний майданчик.

## Ремейк
1998 року був знятий однойменний ремейк фільму, сюжет якого, однак, мав мало спільного з оригіналом. Фільм отримав в основному негативні відгуки і був випущений відразу на відео, минаючи кінопрокат. У невеликому камео в ремейк е з'явився виконавець ролі Джона Ліндена Сідні Берджер, однак Кендес Хіллігосс від участі в картині відмовилася.